# Seswaa
El seswaa es un plato de carne tradicional de Botsuana, hecho de ternera, cabra, pollo o carne de cordero. La carne grasosa es generalmente hervida hasta ponerse tierna en cualquier tarro, con "suficiente sal," y desmenuzada o golpeada. Es a menudo servido con pap (harina de maíz) o gachas de harina de sorgo.